# Rhagomys longilingua
Rhagomys longilingua és una espècie de mamífer rosegador de la família dels cricètids. Viu a altituds d'entre 450 i 2.100 msnm a Bolívia i el Perú. Es tracta d'un animal arborícola. Els seus hàbitats naturals inclouen els camps de sucre de plana i els boscos montans humits. És una espècie en risc mínim, és a dir, no sembla que hi hagi cap amenaça significativa per a la seva supervivència.